# Notte rosa/Per Angela
Notte rosa/Per Angela è un 45 giri pubblicato nel 1981 dalla CGD, per Umberto Tozzi. Le due canzoni sono state scritte da Giancarlo Bigazzi. Sono estratte dall'album Notte rosa dello stesso anno. Soprattutto Notte rosa, è una delle canzoni più innovative italiane, rispetto all'anno in cui è stata scritta.